# Ematurga arenaria
Ematurga arenaria är en fjärilsart som beskrevs av Ernest Candèze 1926. Ematurga arenaria ingår i släktet Ematurga och familjen mätare. Inga underarter finns listade i Catalogue of Life.